# Beathoven
Beathoven fue una banda islandesa formada por Sverrir Stormsker y Stefán Hilmarsson, conocida por su participación en el Festival de la Canción de Eurovisión 1988.

## Festival de Eurovisión
Sverrir Stormsker y Stefán Hilmarsson participaron en el Söngvakeppni Sjónvarpsins, programa de la RÚV destinado a seleccionar al representantes de Islandia en el Festival de Eurovisión, con la canción "Þú og þeir" (Tú y ellos), con la que consiguieron ganar.
Para participar en el Festival de Eurovisión decidieron cambiar el título de la canción que pasó a llamarse "Þú og þeir (Sókrates)" por parecerles que el título en islandés sería demasiado complicado de pronunciar. Así mismo también buscaron un nombre para el dúo, actuando como los Beathoven.
El Festival de Eurovisión se celebró en Dublín el 30 de abril de 1988, actuaron en primer lugar, acabando la noche en la 16.ª posición.